# Luca Pacioli
Fra Bartolomeo Luca de Pacioli (ponekad Paccioli ili Pacioli, 1445. – 1517.) je bio talijanski matematičar, franjevac, suradnik Leonarda da Vincija i jedan od prvih tvoraca modernog računovodstva. 
Paciolija se često naziva "ocem računovodstva" jer je u svom djelu iz 1494. Sve o aritmetici, geometriji, proporcijama i proporcionalnosti (Summa de arithmetica, geometria, proportioni, et proportionalità) objavio detaljan opis sustava dvojnog knjigovodstva. U drugom značajnom djelu iz 1496. O božanskom omjeru (De divina proportione) razmatrao je matematičke probleme zlatnoga reza.

## Vanjske poveznice
- The Father of Accounting
- Životopis  Arhivirana inačica izvorne stranice od 25. svibnja 2018. (Wayback Machine)